# Municipio de Wayne (condado de Schuylkill)
El municipio de Wayne (en inglés: Wayne Township) es un municipio ubicado en el condado de Schuylkill en el estado estadounidense de Pensilvania. En el año 2000 tenía una población de 4.721 habitantes y una densidad poblacional de 52 personas por km².

## Geografía
El municipio de Wayne se encuentra ubicado en las coordenadas 40°38′00″N 76°14′29″O / 40.63333, -76.24139.

## Demografía
Según la Oficina del Censo en 2000 los ingresos medios por hogar en la localidad eran de $45,242 y los ingresos medios por familia eran $51,042. Los hombres tenían unos ingresos medios de $34,805 frente a los $24,257 para las mujeres. La renta per cápita para la localidad era de $19,335. Alrededor del 2,3% de la población estaban por debajo del umbral de pobreza.